# Élections fédérales suisses de 1914
Les élections fédérales suisses de 1914 se sont déroulées le 25 octobre 1914. Ces élections permettent d'élire au système majoritaire les 189 députés répartis sur 49 arrondissements électoraux eux-mêmes répartis sur les 22 cantons, siégeant au Conseil national (chambre basse), pour un mandat de trois ans.
Le corps électoral composé de citoyens ayant droit de cité élit directement les membres du Conseil des États dans les cantons d'Appenzell Rhodes-Extérieures, d'Appenzell Rhodes-Intérieures, de Glaris, de Nidwald et d'Obwald et d'Uri (à travers la Landsgemeinde), et à l'urne dans les cantons d'Argovie, Bâle-Campagne, de Bâle-Ville, de Genève, des Grisons, de Lucerne, de Schwytz, de Soleure, du Tessin, de Thurgovie, de Zoug et de Zurich. Dans les 4 autres cantons, les élections au Conseil des États sont quant à elles toujours non régulées et certains cantons ont renouvelé leurs Sénateurs parfois plusieurs fois sur les trois années écoulées. Dans ces 4 autres cantons, les Conseillers aux États continuent d'être élus, nommés ou désignés par les Grands Conseils, et ce à des dates variables. 
Le déclenchement de la Première Guerre mondiale, le 28 juillet 1914 et des problèmes dus à la mobilisation ont d'abord conduit le Conseil fédéral se demander s'il ne fallait pas reporter les élections. Mais cela aurait posé des problèmes constitutionnels et les élections furent maintenues. Dès lors, les partis décidèrent de ne pas mener campagne et de faire trêve. Toutefois, seul le Parti libéral démocratique, officiellement créé en 1913, n'a pas respecté cet accord de trêve notamment car aucune concession ne lui avait été faite dans le canton de Genève. On trouve cependant une concurrence uniquement dans les cantons d'Uri et de Thurgovie, où dans chacun de ces deux cas, des politiques publiques mal gérées avaient mené à la banqueroute de banques locales, ainsi que dans les cantons de Bâle-Campagne et de Vaud.
Pour la vingt-troisième fois consécutive et ce depuis 1848, le Parti radical-démocratique (centre), remporte le scrutin fédéral avec 112 sièges (-3) et 56,1 % des voix (+6,6 %). Ils remportent également la plus forte progression en nombre de voix. Ce sont à nouveau les vainqueurs incontestables de ces élections, en remportant tant le vote populaire que le nombre de sièges, et conservent ainsi la majorité absolue gagnée en 1881. Le Parti socialiste suisse obtient quant à lui 18 sièges (+3) mais perd 9,9 % pour s'établir à 10,1 %. C'est la première fois qu'autant de partis (7) sont représentés au Parlement.
Ces élections ont débouché sur la 23e Législature qui s'est réunie pour la première fois le 7 décembre 1914.
Sur les 851 377 hommes âgés de 20 et plus et ayant droit de cité, 395 431 d'entre eux prirent part à ce scrutin, ce qui représente un taux de participation de 46,4% (-6,3 %).
Le taux de participation le plus élevé est dans le canton d'Argovie où 85,9 % de la population se rend aux urnes, dépassant ainsi le canton de Schaffhouse où le vote obligatoire fait déplacer 78,7 % du corps électoral (-1,3 %). À l'inverse, dans le canton de Zoug, seulement 21,2 % du corps électoral prend part au vote.

## Législature 1914 - 1917
Les liens (et couleurs) renvoient sur les partis héritiers actuels.
|  | Partis                                   | Sigles | Tendances politiques                   | Sièges au CN | Sièges au CE † |
|  | ---------------------------------------- | ------ | -------------------------------------- | ------------ | -------------- |
|  | Parti radical-démocratique               | PRD    | radical, centre                        | 112          | 25             |
|  | Parti conservateur populaire             | PCP    | conservateur catholique, droite        | 37           | 15             |
|  | Parti socialiste                         | PSS    | marxiste                               | 18           | 1              |
|  | Parti libéral démocratique               | PLD    | libéral, centre-droit                  | 16           | 2              |
|  | Parti démocratique                       | DEM    | progressiste, gauche                   | 4            | 1              |
|  | Association démocratique-économique (BL) | DVV    | diss. radical de gauche, centre-gauche | 1            | -              |
|  | Parti des paysans et bourgeois           | PAB    | agrarien/protestant                    | 1            | -              |

† Les élections au CE étant du ressort des cantons, les chiffres ne reflètent que les apparentements lors de la première journée de la Législature.

## Résultats au Conseil national dans les cantons
| Canton             | Total | PS      | DEM    | RKP    | DVV    | PRD      | PLD     | PAB    | PCP     |
| ------------------ | ----- | ------- | ------ | ------ | ------ | -------- | ------- | ------ | ------- |
| Zurich             | 25    | 6       | -      | -      | -      | 18 (+1)  | 1 (-1)  | -      | -       |
| Berne              | 32    | 4 (+1)  | -      | -      | -      | 24 (-1)  | 2       | -      | 2       |
| Lucerne            | 8     | -       | -      | -      | -      | 3        | -       | -      | 5       |
| Uri                | 1     | -       | -      | -      | -      | 1 (+1)   | -       | -      | 0 (-1)  |
| Schwytz            | 3     | -       | -      | -      | -      | 1        | -       | -      | 2       |
| Nidwald            | 1     | -       | -      | -      | -      | -        | -       | -      | 1       |
| Obwald             | 1     | -       | -      | -      | -      | -        | -       | -      | 1       |
| Glaris             | 2     | -       | 1 (-1) | -      | -      | 1 (+1)   | -       | -      | -       |
| Zoug               | 1     | -       | -      | -      | -      | 1        | -       | -      | -       |
| Fribourg           | 7     | -       | -      | -      | -      | 2        | -       | -      | 5       |
| Soleure            | 6     | 1       | -      | -      | -      | 4        | -       | -      | 1       |
| Bâle Campagne      | 4     | -       | 0 (-1) | -      | 1 (+1) | 3        | -       | -      | -       |
| Bâle-Ville         | 7     | 3 (+1)  | -      | -      | -      | 2 (-1)   | 2       | -      | -       |
| Schaffhouse        | 2     | -       | -      | -      | -      | 2        | -       | -      | -       |
| Rhodes-Extérieures | 3     | 1       | -      | -      | -      | 2        | -       | -      | -       |
| Rhodes-Intérieures | 1     | -       | -      | -      | -      | -        | -       | -      | 1       |
| Saint Gall         | 15    | -       | 2      | -      | -      | 7        | -       | -      | 6       |
| Grisons            | 6     | -       | -      | -      | -      | 4        | 1       | -      | 1       |
| Argovie            | 12    | -       | -      | 0 (-1) | -      | 9 (+1)   | -       | -      | 3       |
| Thurgovie          | 7     | -       | 1      | -      | -      | 4 (-1)   | -       | 1 (+1) | 1       |
| Tessin             | 8     | -       | -      | -      | -      | 5        | 1       | -      | 2       |
| Vaud               | 16    | -       | -      | -      | -      | 11 (-1)  | 5 (+1)  | -      | -       |
| Valais             | 6     | -       | -      | -      | -      | 1        | -       | -      | 5       |
| Neuchâtel          | 7     | 2 (+1)  | -      | -      | -      | 4 (-1)   | 1       | -      | -       |
| Genève             | 9     | 1       | -      | -      | -      | 3 (-2)   | 3 (+2)  | -      | 1       |
|                    | 189   | 18 (+3) | 4 (-2) | 0 (-1) | 1 (+1) | 112 (-3) | 16 (+2) | 1 (+1) | 37 (-1) |